# Hraniční přechod Kerem Šalom
Hraniční přechod Kerem Šalom (hebrejsky: מסוף כרם שלום, Masuf Kerem Šalom, arabsky: Karm Abu Salem) je hraniční přechod mezi Izraelem a pásmem Gazy určený pro silniční přepravu.
Nachází se na rozmezí Negevské pouště a Sinajského poloostrova v nadmořské výšce cca 85 metrů cca 50 kilometrů západně od Beerševy a cca 37 kilometrů jihozápadně od města Gaza. Na dopravní síť je na izraelské straně napojen pomocí lokální silnice 232.

## Dějiny
Hraniční přechod Kerem Šalom slouží jako jeden z mála hraničních přechodů mezi Izraelem a pásmem Gazy. Tudy probíhá zásobování pásma nákladními vozy. Provoz je ale opakovaně přerušován během období zhoršené bezpečnostní situace. V září 2010 Izrael společně s Palestinskou autonomií navrhl umístit na tento hraniční přechod palestinské policejní jednotky. Počítalo se se zvýšením kapacity přechodu z cca 100 na téměř 250 kamionů denně. Hnutí Hamás ovládající pásmo Gazy však nasazení policejních sil loajálních Palestinské autonomii odmítalo.
V roce 2006 byl poblíž tohoto hraničního přechodu zajat palestinskými ozbrojenci izraelský voják Gilad Šalit.